# Lean in: kvinnor, karriär och viljan att satsa
Lean in: kvinnor, karriär och viljan att satsa är en debattbok av Sheryl Sandberg som fokuserar på kvinnor och karriär.   
Boken innehåller personliga reflektioner, statistik, och praktiska exempel kring varför så får kvinnor är företagsledare. I grund och botten argumenterar Sandberg för hur kvinnor genom att ändra på sig, "Lean in", kan komma längre i karriären. Ett budskap som fick stor spridning från boken var frågan "Vad skulle du göra om du inte var rädd?" som belyser möjligheter och att våga satsa.